# Кастелно Барбаран
Кастелно Барбаран (фр. Castelnau-Barbarens) насеље је и општина у јужној Француској у региону Миди Пирене, у департману Жерс која припада префектури Ош.
По подацима из 2011. године у општини је живело 506 становника, а густина насељености је износила 11,94 становника/km². Општина се простире на површини од 42,37 km². Налази се на средњој надморској висини од 295 метара (максималној 291 m, а минималној 157 m).

## Демографија
| 1962. | 1968. | 1975. | 1982. | 1990. | 1999. | 2011. |
| ----- | ----- | ----- | ----- | ----- | ----- | ----- |
| 460   | 525   | 421   | 432   | 414   | 452   | 506   |

График промене броја становника у току последњих година